# Cephalopholis leopardus
Mérou fauve, Vieille léopard
Espèce
Synonymes
- Cephalopholis leopardus (Lacepede, 1801) (préféré par UICN)

Statut de conservation UICN

 LC  : Préoccupation mineure
Cephalopholis leopardus, ou communément nommé Mérou fauve ou Vieille léopard, est une espèce de poisson marin démersal de la famille des Séranidés ou Mérous.

## Description
Cephalopholis leopardus est un poisson de taille moyenne pouvant atteindre 24 cm de long .
Corps élancé, comprimé latéralement, il se termine en pointe, la bouche est légèrement supérieure.
La couleur de fond du corps est beige clair, rougeâtre ou gris-vert clair avec des marbrures. Ces dernières sont de taille plus grande sur la partie supérieure du corps et sur la partie inférieure ces taches ressemblent plus à de petits points.
Le museau est constellé de petits points noirs ou rouges.
Les points caractéristiques de cette espèce, la différenciant notamment de Cephalopholis urodeta, résident dans la présence de deux taches noires sur la partie supérieure du pédoncule caudal.
La nageoire caudale se particularise également par deux traits obliques de couleur rouge à sombre formant un « V » ainsi que par un trait noir parallèle au trait supérieur du « V ».

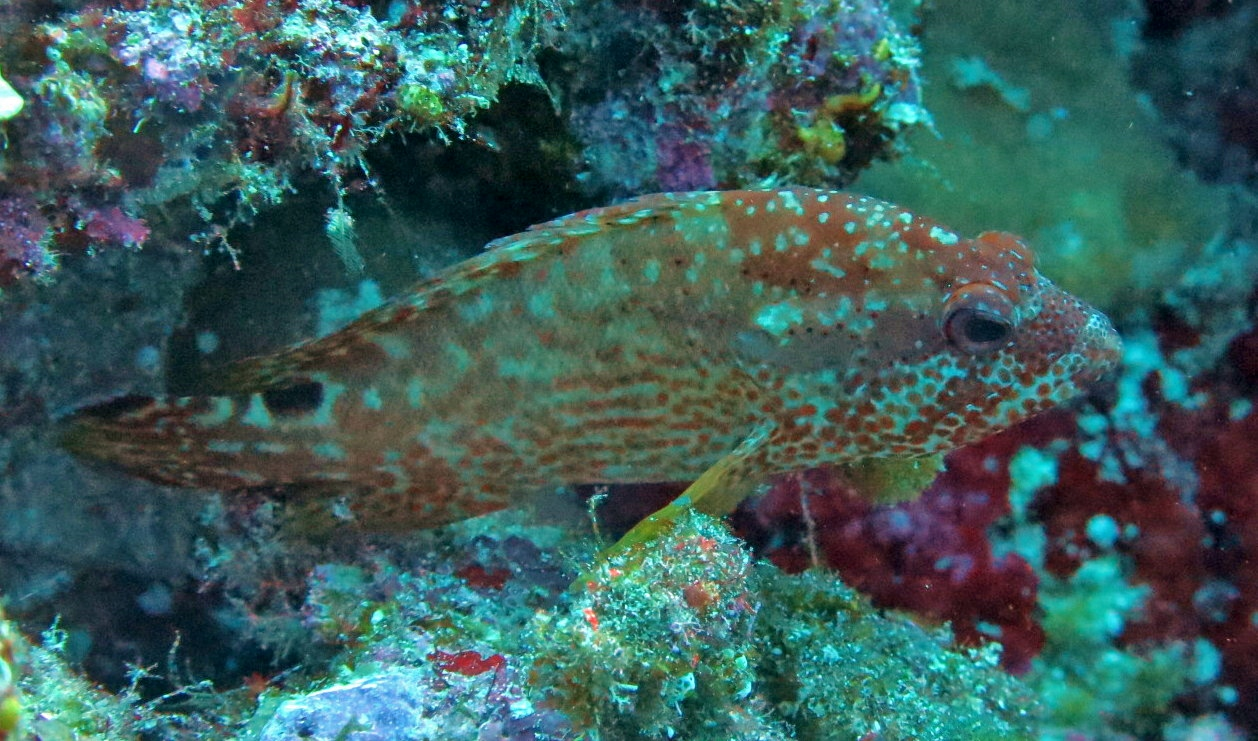
Jeune individu
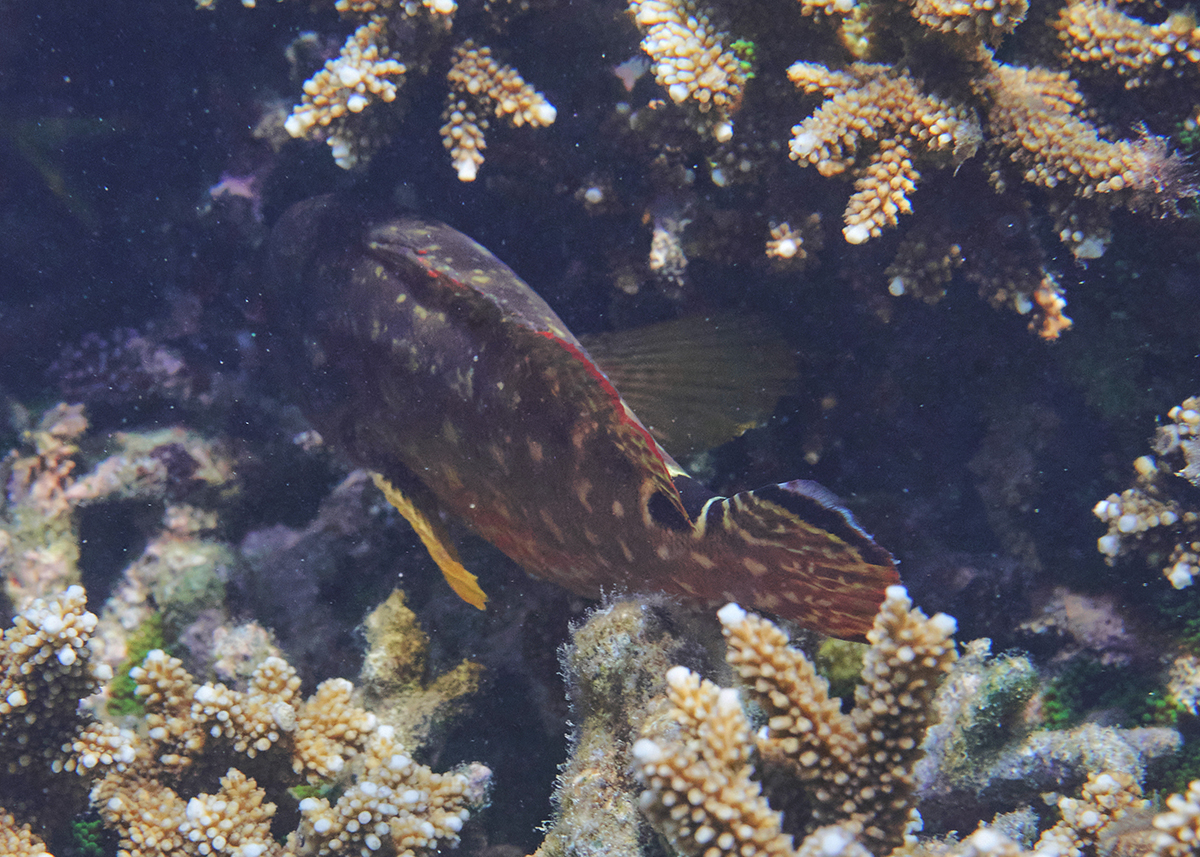
La selle caractéristique sur le pédoncule caudal.

## Distribution et habitat
Le Mérou fauve fréquente les eaux tropicales de l'Océan Indien (Mer Rouge, Golfe Persique et l'Afrique du Sud exclus) jusqu'aux îles océaniques du centre de l'Océan Pacifique.
Comme beaucoup de Mérous, Cephalopholis leopardus vit dans les eaux claires à proximité des côtes rocheuses ou des récifs coralliens riches en vie qui constituent ses terrains de chasse de prédilection. Sa zone d'évolution va de la surface à 40 m de profondeur, il est généralement rencontré entre 3 et 20 m.

## Alimentation
Cephalopholis leopardus est carnivore et son régime alimentaire est surtout composé de petits poissons et de petits crustacés qu'il chasse à l'affût.

## Comportement
Le Mérou fauve est solitaire, territorial, démersale et a une activité de chasse nocturne et/ou diurne qui peut être maximale au lever et/ou au coucher du soleil. Il est hermaphrodite protogyne, c'est-à-dire que l'animal est d'abord femelle à la maturité sexuelle puis devient mâle.